# Małgorzata Roszkowska
Małgorzata Danuta Roszkowska (* 27. September 1967 in Białystok) ist eine ehemalige polnische Judoka, die 1995 Weltmeisterschaftsdritte war.

## Sportliche Karriere
Die 1,60 m große Małgorzata Roszkowska kämpfte im Superleichtgewicht, der Gewichtsklasse bis 48 Kilogramm. 1986 gewann sie den ersten ihrer acht polnischen Meistertitel, die anderen erkämpfte sie von 1988 bis 1993 sowie 1995.
Bei den Europameisterschaften 1989 in Helsinki unterlag sie im Halbfinale der Französin Cécile Nowak, den Kampf um eine Bronzemedaille gewann sie gegen die Österreicherin Michaela Bornemann. Bei den Weltmeisterschaften 1989 in Belgrad schied Roszkowska im Achtelfinale gegen Tatjana Kuwschinowa aus der Sowjetunion aus. Im Jahr darauf scheiterte Roszkowska bei den Europameisterschaften 1990 im Achtelfinale an der Portugiesin Isabel Neves. Bei den Weltmeisterschaften 1991 in Barcelona verlor sie im Achtelfinale gegen die Deutsche Jana Perlberg. Mit drei Siegen in der Hoffnungsrunde erreichte sie den Kampf um Bronze, in dem sie der Japanerin Ryōko Tamura unterlag. 1992 standen bei den Olympischen Spielen in Barcelona erstmals Wettkämpfe im Frauenjudo im offiziellen Programm. Nach einem Freilos in der ersten Runde unterlag Roszkowska in der zweiten Runde der Spanierin Yolanda Soler mit einer kleinen Wertung (yuko).
Im Dezember 1994 siegte Małgorzata Roszkowska im Finale der Weltmeisterschaften der Studierenden gegen die Japanerin Mayumi Miyanohara. Bei den Europameisterschaften 1995 verlor sie im Achtelfinale gegen die Ukrainerin Halina Tomjak und schied dann in der Hoffnungsrunde aus. Auch bei den Weltmeisterschaften 1995 in Chiba unterlag Roszkowska im Achtelfinale, diesmal gegen die Niederländerin Tamara Meijer. Mit drei Siegen in der Hoffnungsrunde erreichte sie den Kampf um Bronze, den sie gegen Hillary Wolf aus den Vereinigten Staaten gewann. Bei den Olympischen Spielen 1996 in Atlanta gewann sie gegen Jana Perlberg und verlor im Viertelfinale gegen Yolanda Soler. In der Hoffnungsrunde bezwang sie die Britin Joyce Heron und unterlag der Französin Sarah Nichilo. Drei ihrer Kämpfe gingen über die volle Kampfzeit, gegen Nichilo unterlag sie nach 2:12 Minuten. Letztlich belegte Roszkowska den siebten Platz.